# Яблонов (Тернопольская область)
Я́блонов (укр. Яблунів) — село в Копычинецкой городской общине Чортковского района Тернопольской области Украины.
До 2020 года входило в Гусятинский район.
Код КОАТУУ — 6121689601. Население по переписи 2001 года составляло 1910 человек.

## Географическое положение
Село Яблонов находится на правом берегу реки Ничлавка,
ниже по течению на расстоянии в 3 км расположен город Копычинцы,
на противоположном берегу — село Сухостав.
Рядом проходит автомобильная дорога М-19 (E 85).

## История
- 1553 год — дата основания.

## Объекты социальной сферы
- Школа.